# Jean-Pierre Cattenoz
Jean-Pierre Marie Cattenoz (Maxéville, departamento de Meurthe-et-Moselle, França, 4 de fevereiro de 1945) é um clérigo francês e arcebispo católico romano emérito de Avignon.
Jean-Pierre Cattenoz estudou teologia e filosofia católica no Instituto Católico de Toulouse e lá recebeu seu doutorado.  Foi ordenado sacerdote em 29 de maio de 1983.
O Papa João Paulo II nomeou-o Arcebispo de Avinhão em 21 de junho de 2002. Foi ordenado bispo pelo arcebispo emérito de Avinhão, Raymond Bouches, em 13 de outubro do mesmo ano; Os co-consagradores foram François-Xavier Loizeau, Bispo de Digne, e o Arcebispo da Curial Robert Sarah.
Os católicos do sul da França pediram o impeachment de Cattenoz em 2019. Em 11 de janeiro de 2021, o Papa Francisco aceitou o pedido de Jean-Pierre Cattenoz para renunciar por motivos de idade.